# Personnages de Shameless (série britannique)

Cet article présente les personnages de la série Shameless (série britannique).

## La famille Gallagher

### Frank Gallagher
- Interprété par David Threlfall (saisons 1-présent) - VF : Philippe Résimont

Chef de la famille Gallagher, Frank (né en 1959) est le fils de Neville. De son mariage avec Monica, il a six enfants (Fiona, Lip, Carl, Debbie, Liam) et reconnaît Ian bien qu’il ne soit pas son fils. Il a aussi des jumeaux avec Sheila Jackson, Nigel et Delia, et un enfant avec la mère de Monica. Il a deux petits-enfants nés de Debbie et de Lip.
Frank devient alcoolique, peu après sa séparation avec Monica, pour oublier la dure réalité du monde et se dérober de toute responsabilité. Il laisse les enfants plus jeunes aux soins de son aînée Fiona, et s'installe avec Sheila Jackson. Les rares moments où il n’est pas ivre, il fait preuve de beaucoup de lucidité et est très cultivé, pouvant disserter sur des sujets littéraires, historiques, ou philosophiques. Il est souvent dénigré par ses fils qui ne le craignent guère, et est plus proche de sa fille Debbie, avec qui il partage plus de complicité.

### Monica Gallagher
- Interprétée par Annabelle Apsion (saisons 1-6) VF : Bernadette Mouzon

Monica Gallagher (née en 1963) est l'épouse de Frank, et la mère de sept enfants : Fiona, Phillip, Ian, Carl, Debbie, Liam et Stella. Bisexuelle, elle abandonne son foyer après la naissance de Liam pour vivre avec Norma Starkey. Après quelques apparitions dans les saisons 1 et 3, elle rentre plus durablement chez elle, avec Norma, au début de la saison 4, au grand dam de ses enfants habitués à se passer d’elle. Elle est particulièrement en froid avec sa fille Debbie. Malgré la jalousie de Norma, elle reprend la cohabitation avec Frank, et tombe enceinte de Stella. À la saison 6, elle fuit encore ses responsabilités, et quitte son foyer.

### Fiona Gallagher
- Interprétée par Anne-Marie Duff (saisons 1-4) - VF : Micheline Tziamalis

Fiona Gallagher (née en 1983) est l'aînée de Frank et Monica. Après le départ de sa mère, elle s’occupe de ses cinq frères et sœurs. Elle est la meilleure amie de Veronica Fisher. Elle tombe amoureuse de Steve McBride, un voleur de voiture rapidement adopté par la famille, mais qui doit vivre caché. Elle préfère d’abord rester auprès de sa famille, qui a encore besoin d’elle, et rencontre Craig, de qui elle tombe enceinte. Lors d’une réapparition de Steve, pour qui elle a toujours des sentiments, elle repart finalement avec lui à Amsterdam.

### Lip Gallagher
- Interprété par Jody Latham (saisons 1-5) - VF : Marc Weiss

Phillip Gallagher (né en 1988), dit Lip, est le fils aîné, 2e enfant de Frank et Monica. Il est très complice de son frère Ian, avec qui il partage la chambre au début de la série. Charismatique, intelligent et courageux, il a de nombreuses conquêtes amoureuses, d’abord avec Karen Jackson, qui le trompe ensuite avec son père Frank, puis avec Mandy Maguire, de qui il a une fille Katie. À l’université de Nottingham, où il part étudier, il vit avec Alex, une nouvelle petite amie, causant les foudres de Mandy. Il a également une relation avec Lena, une femme bien plus âgée que lui. Il sait tenir tête à la famille Maguire.

### Ian Gallagher
- Interprété par Gerard Kearns (saisons 1-présent) - VF : Aurélien Ringelheim

Ian Gallagher (né en 1989) est le fils de Gary Bennett et de Monica, élevé par Frank Gallagher. Il est gay, mais le cache longtemps à sa famille, sauf à son frère Lip avec qui il partage sa chambre. Il travaille d’abord à l’épicerie du quartier gérée par son patron et petit ami Kash Karib, puis comme barman au Jockey, où il est aussi hébergé. Il a des relations avec Sean Bennett, avant qu’il ne sache qu’il s’agit de son demi-frère. Il est assez complice avec sa belle-sœur Mandy Maguire et Mickey, le frère de celle-ci, également gay. Dans la 6e saison, il s’occupe de Danny, un enfant sourd auquel il s’attache. En partant, Danny lui lègue la maison de son grand-père qui est décédé à leur arrivée d'Espagne. Ian retape la maison pour espérer la vendre, Micky, et Maxine viennent vivre avec lui.

### Carl Gallagher
- Interprété par Ethan Cutkosky (saisons 1-présent) - VF : Stephane Flamand puis David Scarpuzza

Carl Gallagher (né en 1989) est le 4e enfant de Frank et Monica. Dans la saison 3, il cultive la marijuana sous le toit de la maison familiale, chaperonné par Mandy Maguire qui s'occupe de la vendre. Il est repéré par la police, arrêté mais non poursuivi ayant déclaré que la culture est pour sa consommation personnelle uniquement. Il est obsédé par le sexe opposé, et a sa première expérience avec Meena Karib. Il a également une relation houleuse avec la mère d’une camarade de lycée, a le béguin pour la lesbienne Norma, et ne refuse pas des passes de Mickey Maguire. Son obsession le mène à perdre de vue sa nièce Katie dans un jardin d’enfant, au grand dam du clan Maguire. Il se stabilise avec Maxine Donnelly, une infirmière auxiliaire, dans la saison 6. Chesney et lui se retrouvent inculpés de meurtre et s'enfuient dans la saison 7

### Debbie Gallagher
- Interprétée par Rebecca Ryan (saisons 1-6) - VF : Laetitia Liénart

Debbie Gallagher (née en 1993) est le 5e enfant de Frank et Monica. Elle est très mature pour son âge, et s’occupe de tout dans le foyer après la fuite de sa sœur aînée Fiona. Dans l’épisode 1.4, elle enlève un garçon de 3 ans, mettant dans l’embarras la famille, qui cherche un moyen de le restituer en évitant le lynchage des habitants du quartier. Debbie s’entend bien avec son père et ses frères, et est leur confidente. Elle noue aussi une complicité avec Marty Fisher. Par contre, elle entre souvent en conflit avec sa mère, ne réussissant pas à lui pardonner d’avoir abandonné la famille pendant six ans, et lui reprochant son manque de courage. Elle sait être manichéenne pour protéger ses propres intérêts et ceux de ces proches. Dans la saison 7, elle essaie de devenir lesbienne mais n’y arrive pas et finit par tomber enceinte.

### Liam Gallagher
- Interprété par Joseph Furnace (saisons 1-2), puis Johnny Bennett (saisons 3-présent) - VF : Carole Baillien

Liam Gallagher (né en 1998) est l'avant-dernier fils de Monica et de Frank. Il est surtout élevé par ses sœurs aînées Fiona, puis Debbie, les parents n’assumant plus leurs responsabilités. Dans la saison 3, il affiche clairement ses sentiments d’athéisme devant la crèche de Noël, et à la suite d'un imbroglio avec sa sœur Debbie, tout le quartier se mobilise pour le sauver d’une maladie incurable qu’il n’a pas. En grandissant, il se montre très ingénieux, comme sa sœur Debbie, et a aussi son franc-parler. Dans la saison 5, il réussit à voler des voitures rares pour les Maguire, qui sont obligés de le payer chèrement. Dans la saison 6, il révèle ses talents de musicien, ses facilités pour le langage des signes, puis est détecté comme surdoué. Il entre à l’université avec une bourse spéciale. Il maîtrise aussi l’informatique.

### Stella Gallagher
Stella Gallagher (née en 2008) est la première fille de Frank et Monica.

### Katie Gallagher
Katie Gallagher (née en 2006) est la fille de Lip et de Mandy Maguire. Elle est élevée et choyée par sa seule mère, alors que son père étudie à l’université. Dans la saison 5, elle avale des pilules, ce qui effraye sa famille, qui croit que c'est de l'ecstasy. Elle est aussi enlevée dans un jardin public par une jeune fille en manque d’enfant, alors qu’elle avait été confiée par sa mère à Carl Gallagher, qui s’attire ainsi les foudres à la fois des familles Gallagher et Maguire. Elle est retrouvée par Kelly Ball.

### Neville Gallagher
- Interprété par John Woodvine (en) (saison 2)

Le père de Frank n'apparaît que dans l'épisode 2.1 pour voir ses petits-enfants nés de Sheila Jackson. Au cours de cet épisode, il est victime d'une crise cardiaque.

## Les familles Fisher et Ball

### Carol Fisher
- Interprétée par Marjorie Yates (saisons 1-4.1) VF : Nathalie Hons

Carol Fisher est la mère de Veronica, Marty, mais aussi de Mitch, Phil, Leo et Barry. Autoritaire et exigeante, elle a tendance à la kleptomanie, et aime les aventures avec des hommes beaucoup plus jeunes. Elle est la meilleure amie de sa voisine Lillian Tyler, bien qu’elle aurait eu une liaison avec son mari Malcolm dans les années 1960. Dans la saison 3, elle a une liaison avec Norman. Elle découvre plus tard qu’il est adepte du naturisme. Elle met fin à leur relation alors qu’il urine sur elle lors d’un rapport. Quand Marty la voit avec un nouvel homme, il incendie sa maison. Elle emménage alors chez sa fille Veronica et son beau-fils Kevin Ball. Elle est ensuite hébergée chez les Gallagher, puis au Jockey, où elle travaille. Après avoir été élue "employée du mois", elle disparait du quartier avec la caisse.

### Marty Fisher
- Interprété par Jack Deam (saisons 1-4.1) VF : Philippe Allard

Martin Fisher, dit "Marty", est le fils de Carol. Il souffre du syndrome de Tourette, qui le force à dire crument la vérité, même s’il voudrait la cacher pour ne pas désavouer ses proches ou lui-même. Interrogé par Ian Gallagher, il avoue ainsi avoir déjà dévalisé une maison. Une autre fois interrogé par son beau-frère Kevin Ball, il réussit à détourner la question en affirmant que le chien de sa mère "peut aboyer, si vous payez assez", alors qu’il l’a amené chez le vétérinaire exprès. Déjà emprisonné pour pyromanie, Marty incendie encore la maison de sa mère, et les toilettes du Jockey. Dans la saison 4, il accompagne Veronica et Kevin en Roumanie. Ceux-ci sont arrêtés, et il est seul à revenir à Chatsworth avec le bébé volé. Grâce à sa petite amie Sue Garland, il réussit à convaincre la police que le bébé est le leur, et peut le garder. Il avait aussi un béguin secret pour Fiona Gallagher.

### Veronica Fisher
- Interprétée par Maxine Peake (saisons 1-4.1) - VF : Sophie Servais :

Veronica Fisher (née en 1974) est la fille de Carol. Elle est la meilleure amie de Fiona Gallagher, et vit à côté de leur maison avec son mari Kevin Ball. Avec son mari, elle est arrêtée en Roumanie, en tentant d'acheter un orphelin.

### Kev Ball
- Interprété par Dean Lennox Kelly (saisons 1-4.1) - VF : Gaëtan Wenders

Kevin Ball, dit "Kev", (né en 1974) est barman au Jockey, qu’il tient avec son épouse Veronica Fisher. Il a également été marié à Roxy, dont il n’a jamais été divorcé car il n'a jamais réussi à la retrouver. Analphabète, il est aidé par Veronica, lorsque celle-ci apprend qu’il était harcelé sexuellement par son instructeur. Enfant, il apprenait aussi la boxe avec son père. Avec son épouse, il est arrêté en Roumanie, en tentant d'acheter un orphelin. Il refait une apparition dans la saison 8 et ne revient plus à Chatsworth sauf dans l'épisode final de la série.

### Kelly Ball
- Interprétée par Sally Carman (saisons 2-présent) VF : Géraldine Frippiat

Kelly-Marie Ball est la sœur de Kevin. Ancienne toxicomane, elle devient prostituée dans le bordel de Lillian Tyler, et se lie avec Shane Maguire. Intimidée par Patrick Maguire, elle quitte la ville, mais revient quelque temps plus tard en réglant sa dette, tandis que Shane la protège jusqu’à se battre publiquement au Jockey avec son père Patrick. Elle est finalement acceptée par le clan Maguire, et annonce être enceinte de Shane à la fin de la saison 5. Kelly n'est pas vraiment enceinte. Kelly et Shane finiront par se séparer car Kelly entamera une liaison avec Marty Fisher avec qui elle restera jusqu'au dernier épisode de la série.

## La famille Jackson

### Eddie Jackson
- Interprété par Steve Pemberton (saison 1)

Après avoir surpris sa fille Karen pratiquant une fellation à Ian et Lip Gallagher sous la table de la salle à manger, il est dégouté par sa famille, et quitte son foyer. Se suicide à la fin de la saison 1. 

### Sheila Jackson
- Interprétée par Maggie O'Neill (saisons 1- 5) - VF : Dominique Wagner

Sheila Jackson s’est mariée trois fois. Régulièrement battue, elle assassine Sheldon, son 1er mari, et l’enterre dans son jardin. De son second mari Eddie Jackson, elle a une fille, Karen. Après le départ d’Eddie, elle se met en ménage avec Frank Gallagher, de qui elle a les jumeaux Nigel et Delia Gallagher en 2005. Elle le quitte en apprenant qu’il n’a jamais divorcé de Monica, pour qui il hésite toujours. Elle doute parfois d’elle-même, et souffre d’agoraphobie au début, mais à la suite d'un incident, elle guérit brusquement.

### Karen Jackson
- Interprétée par Rebecca Atkinson (saisons 1-présent) - VF : Carole Baillien

Karen Jackson (née en 1988) est la fille d’Eddie et Sheila, avec lesquels elle est brouillée. Elle est d’abord la petite amie de Lip Gallagher en saison 1, mais a aussi une liaison avec Frank, le père de Lip. Pour travailler au Jockey, elle se fait passer pour lesbienne auprès de Jez, la patronne. Dans la saison 4, elle se marie avec Jamie Maguire, avec qui elle codirige le pub. Elle ne s’entend pas très bien avec sa belle-famille, notamment avec Mandy Maguire, à qui elle vole le petit ami Joe Pritchard, en saison 6. Elle se remet avec Jamie avec l'aide de Mickey Maguire. Elle se retrouve enceinte, après une première fausse couche, de plus elle ne sait pas si cet enfant Connor est de Jamie ou Joe. À la suite de la mort de Mandy et de ce terrible secret, elle est diagnostiquée dans un hôpital psychiatrique comme bi-polaire.

## La famille Karib

### Kash Karib
- Interprété par Chris Bisson (saisons 1-4, 6) - VF : Christophe Hespel

Originaire du Pakistan, Kash Karib (1966-2009) est l'époux d’Yvonne, avec qui il a deux enfants, Chesney et Meena. Il est toutefois bisexuel, ayant une liaison avec Ian Gallagher, son employé dans l’épicerie de quartier qu’il possède. En saison 3, il devient conseiller municipal. En saison 4, après des difficultés financières et la révélation de son homosexualité, il simule son suicide, et disparaît de la ville, laissant à son épouse une dette énorme. Dans l’épisode 6.14, il réapparait brièvement, et meurt accidentellement dans un incendie dans son épicerie, après une dispute avec son fils Chesney.

### Yvonne Karib
- Interprétée par Kelly Hollis (saisons 1-présent) VF : Monia Douieb

Yvonne Karib (née en 1965) est mariée à Kash. D’abord en colère, elle accepte ensuite l’homosexualité de son mari, pour éviter de divorcer. Elle s’est convertie à l'islam, et porte quotidiennement le hijab. Après la disparition de son mari, elle gère seule l’épicerie du quartier. Elle a un fort caractère de femme d’affaires, et mène l’éducation de ses enfants à la baguette. En saison 4, elle emménage dans la maison entre les Gallagher et les Maguire libérée par Fiona et Steve. En saison 5, elle commence une relation avec le policier Stan Waterman.
Elle se trouve en conflit avec ses enfants dans les saisons 6 et 7, et finit par partir vivre dans un autre pays avec Stan.

### Meena Karib
- Interprétée par Sarah Byrne (saisons 1-présent)VF : Élisabeth Guinand

Meena Karib est l’aînée de Kash et Yvonne. Elle couche avec les garçons, puis leur fait croire qu’elle est enceinte, pour leur extorquer de l'argent pour un supposé avortement. Elle arnaque ainsi Carl Gallagher. À un autre moment, elle envisage un mariage arrangé avec un homme vivant au Pakistan, mais sa mère, avec qui elle a souvent des relations tendues, réussit à la dissuader. Dans la saison 6, elle est capturée par Stan, alors qu’elle s’exhibe dans la rue. Après une nouvelle dispute avec sa mère, elle part vivre au bordel de Lilian Tyler, où elle travaille comme assistante du personnel. Elle se réconcilie temporairement avec sa mère, avant d’apprendre la vérité sur la disparition de son père.

### Chesney Karib
- Interprété par Qasim Akhtar (saisons 1-présent)VF : Vincent Doms

Chesney Karib est le cadet de Kash et Yvonne. Intelligent et rusé, il accepte tranquillement l’autorité de sa mère, contrairement à sa sœur. Aidé par Debbie Gallagher, dont il trahit la confiance, il est élu jeune maire de Chatsworth, et détourne les fonds de campagne pour aider une vieille femme pakistanaise à son test de citoyenneté britannique. Dans la saison 6, il découvre la vérité sur la disparition de son père. Dans un moment de rage, il frappe son père, qui restant inconscient au sol, meurt dans l’incendie accidentel de l’arrière boutique. Chesney défie alors ouvertement sa mère, vole la caisse, et s’enivre.

## La famille Maguire

### Patrick Maguire
- Interprété par Sean Gilder (saisons 2-présent) VF : Lionel Bourguet

Originaire de Belfast, Patrick Maguire (né en 1964, dit “Paddy” dans la version anglaise) est le chef de la famille Maguire, très redoutée et respectée dans le quartier. Pouvant être très violent, même envers ses proches, il est trafiquant de drogue et autres marchandises illégales, mais son commerce ne fonctionne pas aussi bien qu’il l’espère, notamment à cause de ses fils irresponsables qui font échouer ses plans. Il est très amoureux de sa femme Mimi, qui le seconde très bien, et avec qui il a eu une fille, Mandy, et six garçons : Jamie, Mickey, Shane, Joey, Donny et Fergal. Il a des relations mitigées avec la famille Gallagher, bien que Frank lui sauve la vie à deux reprises, lorsqu’il s’étouffe avec une noix de cajou, et lorsqu’il s’apprête à s’injecter une dose mortelle d’héroïne. Il a du mal à accepter Lip Gallagher, amant de sa fille Mandy. Avec Carl Gallagher un peu naïf, il l’encourage à cultiver du cannabis, et monte une arnaque de match de boxe. Il éprouve généralement des difficultés face à tout nouvel entrant dans la famille, Karen Jackson, la femme de Jamie, puis Kelly Ball, la petite amie de Shane. Il cache également l’existence de son frère jumeau Noël, qui est gay, mais qui le sauve pourtant d’une peine de prison dans la saison 5. Dans la saison 6, il est enlevé par la mère d’un adolescent mort d’une overdose, et devient à son tour accro à la drogue.
À la suite de cette accoutumance, Patrick perd tout : Le respect de ses proches, le respect dans les affaires ... Il se fait tirer dessus par un jeune qu'il a engagé, et couche avec Kelly, la copine de Shane, dans un moment d'égard

### Mimi Maguire
- Interprétée par Tina Malone (saisons 2-présent) VF : Carine Seront

Catherine Mary Joy Murphy, dite "Mimi", (née en 1963) est l’épouse de Patrick, qu’elle seconde parfaitement, et qu’elle aime comme au premier jour, c’est-à-dire alors qu’elle n’avait que 13 ans. Elle a un fort caractère, impulsive, et peut être violente, même envers ses enfants. Elle fait même parfois peur à Patrick, et tient tête à quiconque. Elle s’apprête aussi à tuer son ex qui réapparaît. Dans la saison 5, elle participe à des réunions pour gérer sa colère. Dans la saison 6, alors que son mari devient héroïnomane, elle est arrêtée à cause de son fils Jamie, mais accepte la sentence - sort et n'accepte pas que Patrick ait pu la tromper. Elle est bien décidée à se venger et fricote avec un ami de Micky qui a 14 ans.
Dans la saison 7 elle se plaint d'avoir mal au ventre et dans le dernier épisode elle accouche.

### Mandy Maguire
- Interprétée par Samantha SiddallVF : Mélanie Dermont(saison 1 a saison 6)

Mandy Maguire (1988-2009) est l’unique fille de Patrick et Mimi. Elle est généralement plus respectueuse de la loi que le reste de sa famille, mais est farouchement loyale envers eux, et peut être violente dans ses propos. Au début, elle a le béguin pour Ian Gallagher, et s’offusque qu’il refuse ses avances, envoyant ses frères en expédition punitive. Finalement, elle comprend quand il lui révèle son homosexualité, et conserve une grande complicité avec lui, pour éviter d’être draguée par d’autres garçons. Elle se rapproche alors du frère de Ian, Lip, avec qui elle a Katie, qu’elle protège beaucoup. Elle préfère vivre chez les Gallagher, que chez ses parents, qui la soutiennent cependant financièrement. Elle s’entend moyennement avec ses belles-sœurs Karen Jackson et Debbie Gallagher. Après avoir rompu avec Lip, qui la trompe à l’université, elle s’éprend, en saison 6, de Joe Pritchard. Bien que maltraitée par lui, elle lui reste fidèle. À la fin de la saison, elle meurt dans un accident, enlevée par une femme émotionnellement instable.

### Jamie Maguire
- Interprété par Aaron McCusker (saisons 4-présent) VF : Pierre Lognay

Patrick James Maguire, dit "Jamie", (né en 1978) est le fils aîné de Patrick et Mimi. En 2007, il sort de dix ans de prison pour assassinat, et souhaite se ranger, au désespoir de son père. Il devient barman au Jockey, où il rencontre Karen Jackson, avec qui il se marie et reprend la gérance du pub. Mais il profite encore de l’alibi de nuits avec Karen, pour venger la mort de son frère Fergal et assassiner les concurrents de son père, qui le respecte dès lors. Bien que parfois sombre et mystérieux, il s’entend avec l’ensemble des protagonistes. Il accepte Karen, malgré le lourd passé amoureux de celle-ci, et la défend face à sa famille. Dans la saison 6, il agresse sauvagement Joe Pritchard, qu’il n’estime pas à la hauteur de sa sœur Mandy.

### Shane Maguire
- Interprété par Nicky Evans (saisons 3-présent) VF : Alexandre Crépet

Shane Maguire (né en 1982) est le 2e fils de Patrick et Mimi. Il est plutôt naïf et imprévisible, et tout ce qu’il entreprend est généralement voué à l’échec, au grand désespoir de son père. Il se dispute fréquemment avec son frère Mickey, aussi naïf que lui. Dans la saison 5, il travaille brièvement dans l’épicerie d’Yvonne. Il tombe amoureux de Kelly, dont il ignore au début qu’elle est prostituée. Dans la saison 6, à la suite d’une escroquerie qui tourne mal, il souffre d'un traumatisme crânien. Après sa sortie de coma, il est partiellement paralysé et alité. Kelly et Mimi se disputent alors la supervision de la convalescence.

### Fergal Maguire
Fergal Maguire (1984-2007) est un autre fils de Patrick et Mimi. Il n’apparait jamais à l’écran, et n’est mentionné que dans la saison 4, lors de son meurtre par un clan rival des Maguire.

### Mickey Maguire
- Interprété par Ciaran Griffiths (saisons 4-présent)

Mickey Maguire (né en 1989) est le 3e fils de Patrick et Mimi. Il est paranoïaque, impulsif, naïf, et ses plans échouent souvent lamentablement, au grand désespoir de son père. Il se querelle souvent avec son frère Shane pour des broutilles. Il réussit toutefois à cacher son homosexualité à toute sa famille. Il a une brève aventure, avec Ian Gallagher, avec qui il reste bons amis. Dans la saison 6, il étudie le cinéma, et révèle son talent pour des histoires érotiques. Il a un faible pour Carl Gallagher, puis se fait manipuler par le petit frère Liam pour inciter Ian à reporter son voyage à travers l'Europe. 

### Donny Maguire
- Interprété par Warren Brown (saisons 1-2), puis Steve Bell (saisons 3-4)

Donny Maguire n’apparaît que dans les quelques épisodes avec son frère Joey. Il est avant tout l’exécuteur de la famille Maguire.

### Joey Maguire
- Interprété par Nathaniel Robinson (saisons 1-2), puis Will Willoughby (saison 4)

Joey Maguire n’apparaît que dans les quelques épisodes avec son frère Donny. À un moment, il menace de battre Ian Gallagher. Il est présent au mariage de son frère Jamie. 

### Noel Maguire
- Interprété par Sean Gilder (saison 5)

Ce frère jumeau de Patrick est gay, et n'apparaît que dans un unique épisode. Ayant honte de lui, Patrick cache son existence.

## Les policiers du quartier

### Stan Waterman
- Interprété par Warren Donnelly (saisons 1-présent)

Dennis Stanley Waterman (né en 1965), dit "Stan", est l'un des policiers du quartier. Il partage le même appartement de fonction que Tom et Carrie. Il est assez tolérant, et prêt à contourner les règles pour aider les Gallagher lorsqu’ils ont des ennuis. Dans la saison 5, il se fait arnaquer par l'amour de sa correspondante ukrainienne. Il commence ensuite une relation avec Yvonne Karib, qui lui révèle qu'elle ne peut l’épouser, puisque son mari Kash n'est pas réellement mort. 

### Tony
- Interprété par Anthony Flanagan (Saisons 1-3) - VF : Stéphane Pelzer

Tony est le partenaire de Stan au cours des trois premières saisons. Il a perdu sa virginité avec Fiona Gallagher, qui le rejette ensuite en permanence pour Steve Mc Bride. Il tente alors d’éloigner ce concurrent, mais de manière subtile, afin de ne pas brusquer Fiona. Il fait échouer lamentablement une opération avec des narcotrafiquants, ce qui oblige Steve à devenir un fugitif, qui disparaît non pas seul, mais avec Fiona.

### Tom O'Leary
- Interprété par Michael Legge (Saisons 4-présent) - (VF : Gauthier de Fauconval)

Orphelin originaire d’Irlande, Tom O'Leary est le jeune partenaire de Stan. Bien que désireux et soucieux d'être un bon policier, il est d’abord pragmatique. Il a des sentiments pour sa collègue Carrie Rogers qui, trop préoccupée par sa carrière, le rejette. Dans la saison 5, il a alors une relation secrète avec la jeune Debbie Gallagher, pouvant mettre en danger sa carrière. Il découvre tardivement la vérité sur sa propre naissance. 

### Carrie Rogers
- Interprétée par Amanda Ryan (Saisons 4-présent)VF : Alice Ley

Carrie Rogers est une femme policier zélée, fougueuse, vive, parfois violente. Elle agit plus vite qu’elle ne réfléchit, ayant des réactions à la limite de la légalité, notamment envers Carl et Lip Gallagher. Ses collègues Stan et Tom sont heureusement présents pour la canaliser. Elle a une dépendance au jeu, qui la conduit à s’endetter auprès de Patrick Maguire, qui la corrompt ainsi pour obtenir des informations. De son vrai prénom Wendy, elle a usurpé l'identité de sa sœur décédée, qui avait réussi l'examen d'entrée de la police, alors qu’elle, elle avait échoué. Ambitieuse, elle rêve d’une grande enquête pour sa carrière, mais doit sa promotion de sergent dans la saison 5 grâce à une commissaire lesbienne.

## Autres personnages

### Steve McBride
- Interprété par James McAvoy (saisons 1-2) - VF : David Manet

Steve McBride est le petit ami de Fiona Gallagher, qu’il voit la première fois dans un club avec son amie Veronica Fisher. C’est après avoir poursuivi sans succès le voleur du sac à main de Fiona, un mois plus tard, qu’il commence sa liaison avec elle. Il reste avec Fiona, même après lui avoir avoué qu’il est en fait un voleur de voiture. Il lui achète une machine à laver, bien utile au foyer des Gallagher, et remplace un peu l’absence du chef de famille, Frank. Il est aidé de multiples fois par le policier Tony, qui espère ainsi récupérer Fiona. En retrouvant pour Steve une voiture, Tony finira par découvrir que Steve est impliqué ponctuellement dans le transport de drogues. En voulant arrêter le trafiquant sans avoir prévenu Steve, Tony fera rater le transfert de la drogue et pendant l'altercation Steve tue par accident un des trafiquants. Le complice, qui réussit à s'enfuir, est rattrapé et arrêté par Tony, et Steve doit fuir la ville pour éviter les représailles du cartel de la drogue. Si Fiona renonce à le suivre la première fois, ne voulant pas abandonner ses jeunes frères et sœurs, elle accepte finalement partir avec lui à Amsterdam. Steve a une fille nommée Kerry-Anne d'une relation dans sa jeunesse.

### Lillian Tyler
- Interprétée par Alice Barry (saisons 1-présent) VF : Francine Laffineuse

Septuagénaire, Lillian Tyler est une femme très active, d’abord amie de Carol Fisher, dont elle a profité du mari vers 1970. Son propre mari est accidentellement abattu par Carl Gallagher. Dans la saison 5, elle ouvre une maison close à son domicile, pour gagner de l'argent facile. À la fin de la saison 5, lorsque Frank tombe dans le coma, il rêve de Liliane comme étant un homme, ce qui sera confirmé à la fin du dernier épisode où Frank, urinant aux toilettes du Jockey, voit Liliane uriner debout et sortir son penis en disant à Frank de se rincer l’œil
Lilian est donc transgenre
Dans la saison 6, il est révélé qu’elle a un fils nommé Rodney.

### Norma Starkey
- Interprétée par Dystin Johnson (saisons 1-présent) VF : Julie Istasse

Chauffeur de camion, Norma Starkey (née en 1969) est une femme noire, lesbienne, avec un fort tempérament, volontaire et courageuse. Elle est très amoureuse de Monica Gallagher, avec qui elle a partagé six années de vie commune. Dans la saison 4, lorsque Monica retourne dans sa famille, elle la suit, installe son camping-car dans le jardin, et tente sans succès de la récupérer avec parfois la complicité des enfants. Dans un épisode, elle monnaie même un plan avec Frank, son principal concurrent. Dans la saison 6, elle reste dépitée auprès des Gallagher, après le départ de Monica.

### Craig Garland
- Interprété par Chris Coghill (saisons 2-4)

Craig Garland est l'ex-mari de Sue. Pendant la saison 2, on apprend qu'ils sont toujours mariés. En effet, il refuse de divorcer car il ne veut pas que Sue récupère la moitié de la maison de son père. Il est doux et réservé. Peu de temps après que Steve est parti, il a une relation d'une nuit avec Fiona Gallagher qui tombe enceinte. Il tombe progressivement amoureux d'elle mais a le cœur brisé quand elle s'enfuit avec Steve revenu la chercher. Il aide volontiers Marty Fisher dans sa relation de couple avec Sue.

### Sue Garland
- Interprétée par Gillian Kearney (saisons 2-4)VF : Alexandra Corréa

Sue Garland est la petite amie Marty Fisher et l'ex-femme de Craig, dont elle n'a pas divorcé. Elle est une accro du shopping, jusqu'à avoir des dettes importantes. Elle protège Marty, en affirmant à la police que le bébé roumain qu’il ramène est le sien.

### Joe Pritchard
- Interprété par Ben Batt (saisons 6-présent)

Joseph Pritchard (né en 1981), dit “Joe”, est le petit ami de Mandy Maguire. Il travaille comme comptable, et est capitaine de l’équipe de football amateur de Chatsworth. Devenant l'ami de Jamie Maguire, il a deux rapports avec sa femme Karen Jackson, qu’il fait chanter, puis se rapproche de Mandy Maguire, qu’il brutalise à plusieurs reprises. Il est alors sauvagement tabassé par Jamie au Jockey, ne tenant la vie qu’à un fil. Se remettant de son coma à l’hôpital, il est encore intimidé d’une menace de mort par le clan Maguire. Mandy accepte alors de revivre avec lui. Il rachète la boutique d'Yvonne et se met à créer son business

### Maxine Donnelly
- Interprété par Joanna Higson (saisons 6-présent) VF : Maia Baran

Maxine Donnelly (née en 1989) est une jeune femme insouciante, pleine d'entrain et d'esprit. Elle est infirmière auxiliaire à l’hôpital. Elle y rencontre Carl Gallagher, qui y fait brièvement du bénévolat, et devient sa petite amie, bien qu’elle le décrive comme son Benny Hill. Elle devient aussi très complice de Debbie, font les boutiques ensemble, ou plus exactement, y volent des vêtements en déjouant la sécurité. Après une cassure entre Maxine et Carl, ils reprennent et deviennent fous du sexe. 

### Danny
- Interprété par Louis Kissaun (saison 6)

Danny est un adolescent sourd que Ian Gallagher a connu en Espagne, et qu’il ramène à son insu en Angleterre dans le coffre de sa voiture. Il se lie d’amitié avec Liam, qui l’aide à rechercher à Liverpool son père, qui le maltraitait étant plus jeune. Dans un moment de rage, il tue son père sous les yeux de Ian, et disparaît, retournant sans doute en Espagne.